# NGC 2998
NGC 2998是一个位于大熊座的棒旋星系和中間螺旋星系，质量略小于银河系，距离地球1.95亿光年。NGC 2998属于NGC 2998星系群。该星系群还包括NGC 3002、NGC 3005、NGC 3006、NGC 3008等星系。